# I divisioona 1989
Die I divisioona 1989 war die 52. Spielzeit der zweithöchsten finnischen Fußballliga und die 17. unter dem Namen I divisioona.

## Modus
Die 12 Mannschaften spielten an insgesamt 22 Spieltagen aufgeteilt in einer Hin- und einer Rückrunde jeweils zwei Mal gegeneinander. Der Meister stieg direkt auf, der Zweitplatzierte konnte über die Play-offs ebenfalls aufsteigen. Die letzten drei Vereine stiegen in die II divisioona ab.

## Teilnehmer
| Verein                   | Stadt        |
| ------------------------ | ------------ |
| Myllykosken Pallo -47    | Anjalankoski |
| Kontulan Urheilijat      | Helsinki     |
| Pallo-Kerho 37           | Iisalmi      |
| Kokkolan Palloveikot     | Kokkola      |
| Kuopion Elo              | Kuopio       |
| Kuopion Pallotoverit     | Kuopio       |
| Kumu Kuusankoski         | Kuusankoski  |
| Porin Pallo-Toverit      | Pori         |
| Turun Pallo              | Turku        |
| Turun Toverit            | Turku        |
| Valkeakosken Koskenpojat | Valkeakoski  |
| Vantaan Pallo-70         | Vantaa       |

## Abschlusstabelle
| Pl. | Verein                   | Sp. | S  | U | N  | Tore    | Diff. | Punkte |
| --- | ------------------------ | --- | -- | - | -- | ------- | ----- | ------ |
| 1.  | Kokkolan Palloveikot     | 22  | 13 | 7 | 2  | 043:180 | +25   | 33:11  |
| 2.  | Kumu Kuusankoski (N)     | 22  | 12 | 5 | 5  | 049:280 | +21   | 29:15  |
| 3.  | Koparit Kuopio           | 22  | 12 | 5 | 5  | 047:270 | +20   | 29:15  |
| 4.  | Porin Pallo-Toverit (A)  | 22  | 11 | 7 | 4  | 042:310 | +11   | 29:15  |
| 5.  | Myllykosken Pallo -47    | 22  | 9  | 7 | 6  | 043:310 | +12   | 25:19  |
| 6.  | Pallo-Kerho 37 (N)       | 22  | 9  | 5 | 8  | 037:290 | +8    | 23:21  |
| 7.  | Kuopion Elo              | 22  | 8  | 7 | 7  | 029:320 | −3    | 23:21  |
| 8.  | Vantaan Pallo-70         | 22  | 6  | 6 | 10 | 029:430 | −14   | 18:26  |
| 9.  | Kontulan Urheilijat      | 22  | 5  | 7 | 10 | 022:310 | −9    | 17:27  |
| 10. | Turun Toverit            | 22  | 6  | 3 | 13 | 017:410 | −24   | 15:29  |
| 11. | Valkeakosken Koskenpojat | 22  | 4  | 4 | 14 | 026:500 | −24   | 12:32  |
| 12. | Turun Pallo (N)          | 22  | 2  | 7 | 13 | 025:480 | −23   | 11:33  |

Platzierungskriterien: 1. Punkte – 2. Tordifferenz – 3. geschossene Tore

| (A) | Absteiger aus der Mestaruussarja 1988 |
| (N) | Aufsteiger                            |

### Spiel um Platz 2
Die beiden punktgleichen Teams ermittelten den Teilnehmer für die Play-offs.
|                  | Ergebnis |                |
| ---------------- | -------- | -------------- |
| Kumu Kuusankoski | 4:2      | Koparit Kuopio |

## Play-offs
Der Elfte der Veikkausliiga spielte gegen den Zweiten der I divisioona um einen Startplatz für die Veikkausliiga 1990.
|                  | Gesamt |                  | Hinspiel | Rückspiel |
| ---------------- | ------ | ---------------- | -------- | --------- |
| Kumu Kuusankoski | 2:1    | Kemin Palloseura | 2:0      | 0:1       |